# Setina
Setina este un gen de insecte lepidoptere din familia Arctiidae.

## Galerie

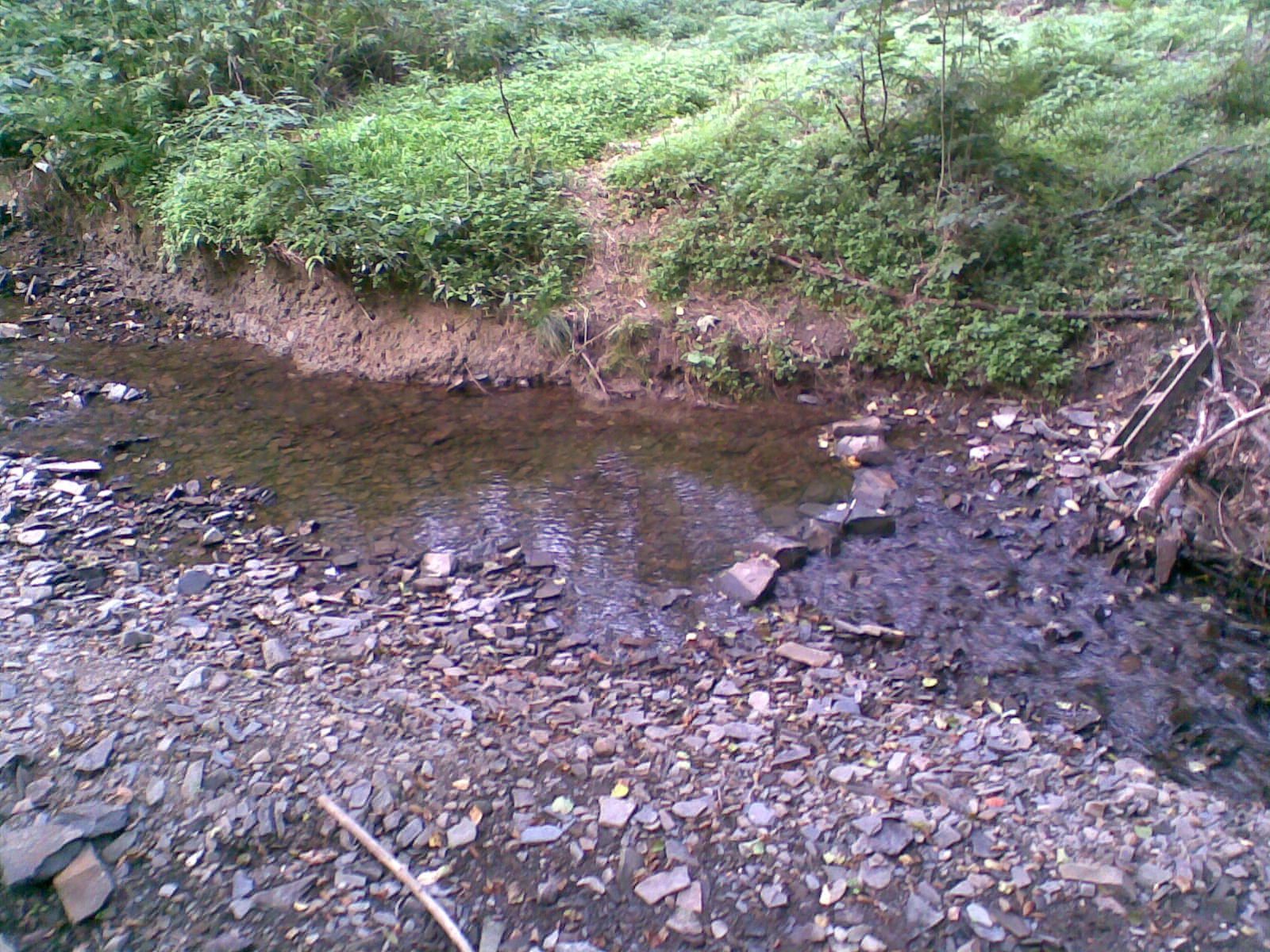

## Specii[1]
- Setina andereggi
- Setina aurantiaca
- Setina binumerica
- Setina brunnea
- Setina brunnescens
- Setina clara
- Setina crassipuncta
- Setina flavicans
- Setina flavonigropunctata
- Setina freyeri
- Setina fumata
- Setina fumosa
- Setina insignata
- Setina irrorata
- Setina irrorea
- Setina irrorella
- Setina lata
- Setina maculata
- Setina mediterranea
- Setina nickerli
- Setina nigrostriata
- Setina ochracea
- Setina pallida
- Setina pontica
- Setina postimpuncta
- Setina pseudokuhlweini
- Setina riffelensis
- Setina signata
- Setina wolfsbergeri